# Lenyra Fraccarolli
Lenyra Camargo Fraccaroli foi uma pedagoga e bibliotecária brasileira.
Implantou a primeira biblioteca infantil de São Paulo (atual Biblioteca Infanto-Juvenil Monteiro Lobato), projeto de Mario de Andrade, em 1936. 
Foi amiga de Monteiro Lobato, que muitas vezes contribuiu na biblioteca com leituras e atenção aos frequentadores.
Lenyra, quando diretora da Biblioteca Infantil em 1947, foi responsável pela implantação da Biblioteca Braille, que  atualmente se encontra no Centro Cultural São Paulo.
A Biblioteca Infantil da Vila Manchester em São Paulo, passou a denominar-se Biblioteca Infanto-Juvenil Lenyra Fraccaroli a partir da publicação Decreto n.º 29.546, de 27 de fevereiro de 1991, um ano após o seu falecimento como uma forma de homenagear a grande idealizadora e criadora das bibliotecas infanto-juvenis. Atualmente denominada Biblioteca Pública Municipal Lenyra Fraccaroli.